# فلاديسلاف آي هيرمان
فلاديسلاف آي هيرمان (بالبولندية: Władysław I Herman)‏ (و. 1043 – 1102 م) هو سياسي، بولندي ولد في بولندا، توفي في بوتسك، عن عمر يناهز 59 عاماً.

## معرض صور

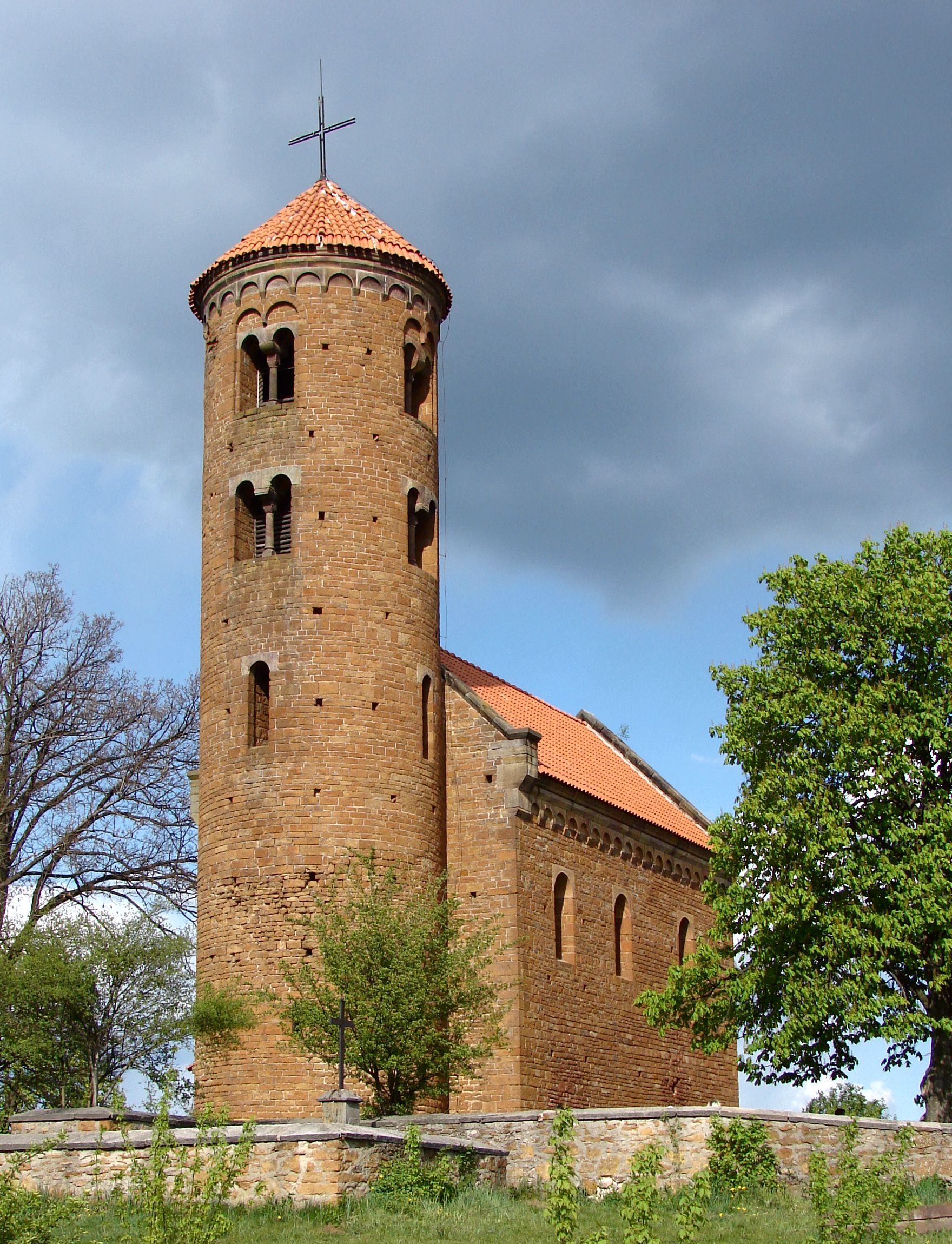
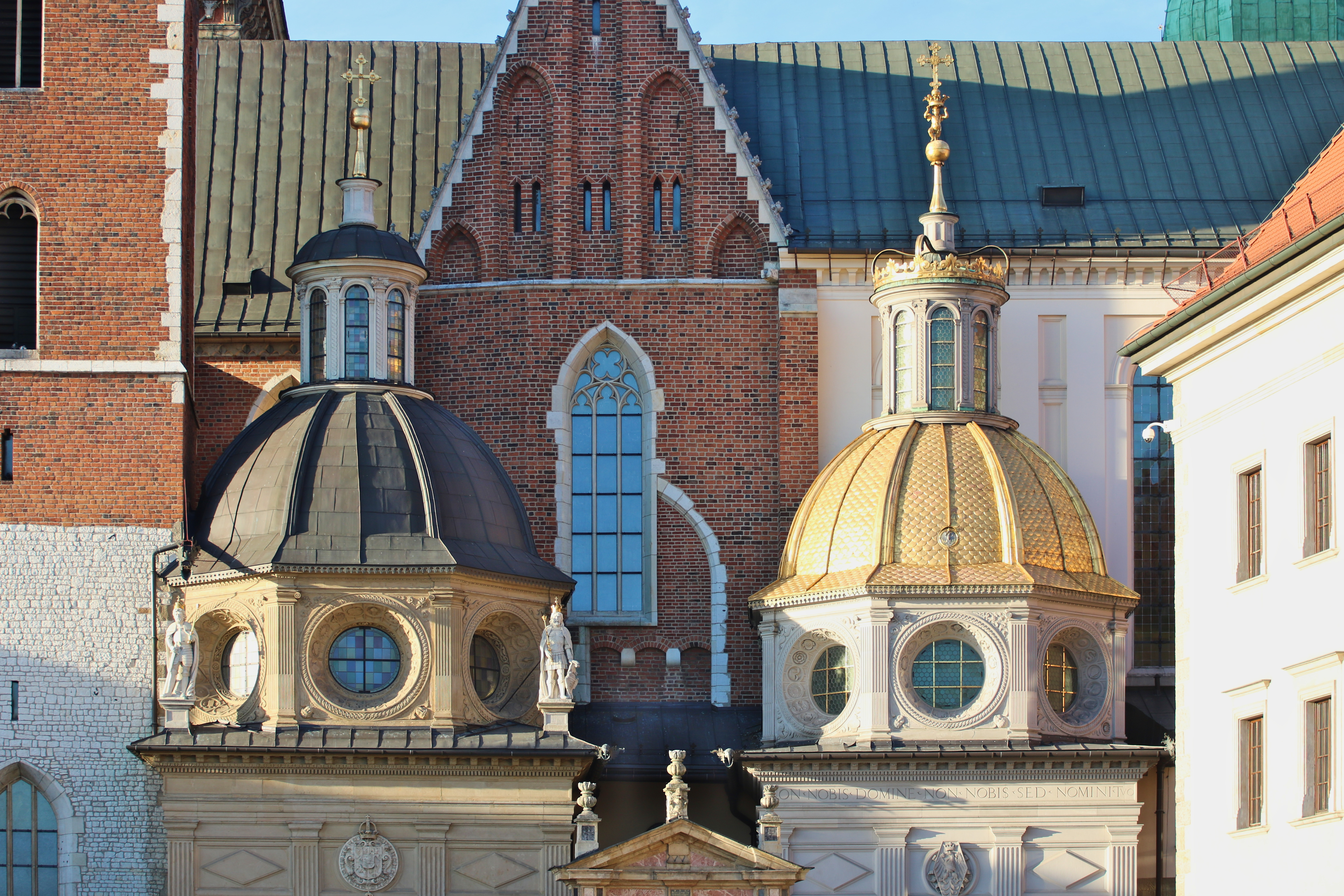
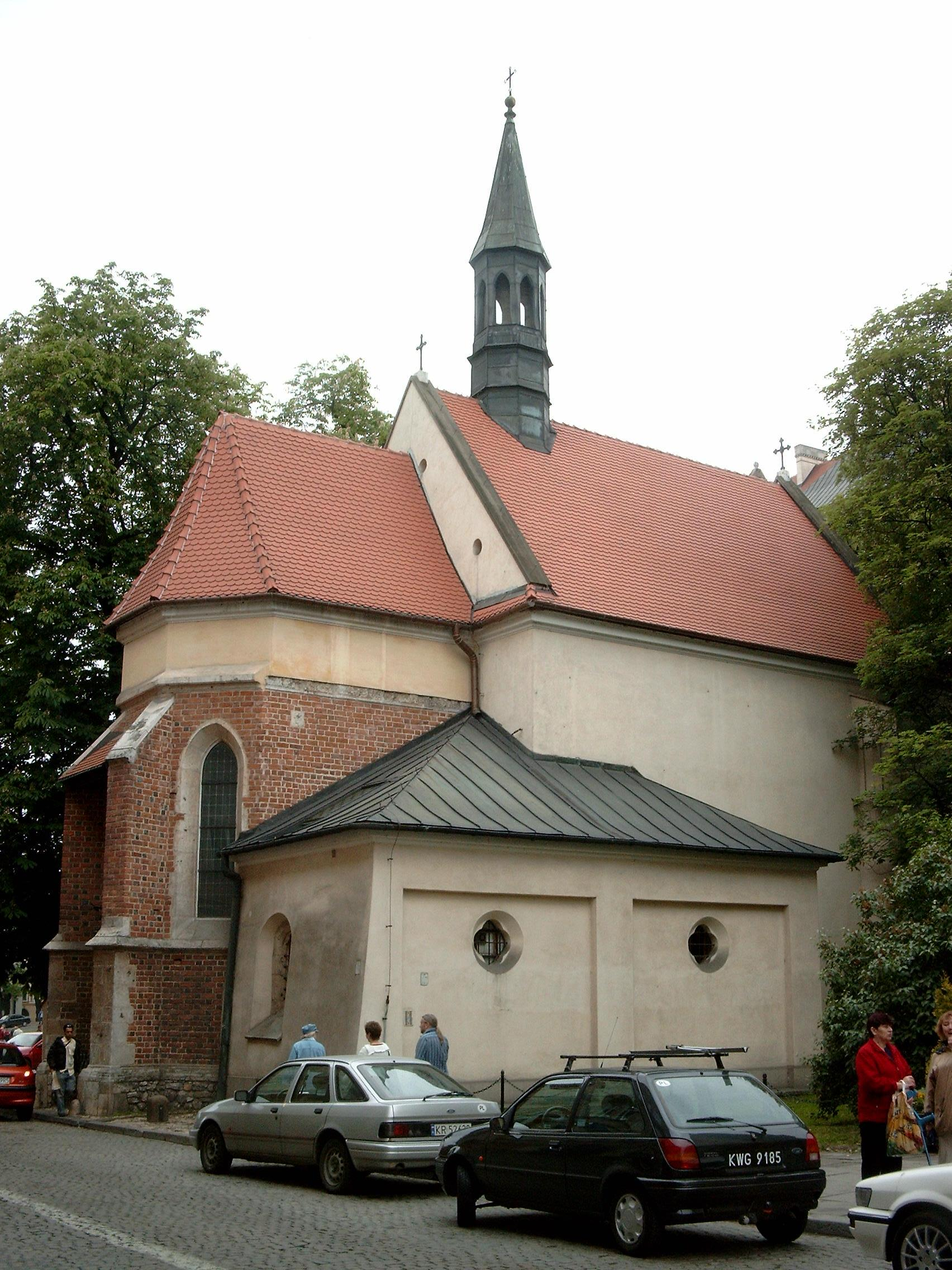